# Walter von Kaltental (Deutschordensritter)
Walter von Kaltental (* vor 1383; † nach 1391) aus dem Aldinger Zweig der Familie der Burggrafen von Kaltental war ein Ritter des Deutschen Ordens, Landkomtur in der Deutschordensballei Lothringen sowie Komtur von Kapfenburg und Giengen.

## Familie
Walter war ein Sohn des Edelknechts und Ortsherren Johann (III.) von Kaltental zu Aldingen. Dessen Onkel Burggraf Johann (II.) hatte den Familiensitz von Burg Kaltental nach Burg Aldingen verlegt. Walters namentlich nicht weiter bekannte Mutter stammte aus der Familie der Truchsessen von Höfingen, ihr Vater war Conrad von Höfingen. Walters Bruder Johann (IV.), genannt Hennel, übernahm die kaltentalische Herrschaft Aldingen samt der dortigen Burg und dem Patronatsrecht über die dortige Kirche, Walters Bruder Reinhard war von 1370 bis 1381 Pfarrer an ebenjener Aldinger Kirche.

## Laufbahn im Deutschen Orden
Walter schloss sich dem Deutschen Orden an. Dort wurde er 1383 als Landkomtur der Ballei Lothringen genannt. Wie die meisten deutschen Balleien unterstand Lothringen dem Deutschmeister, Sitz des lothringischen Landkomturs war die Landkommende Trier. In seiner Funktion als Landkomtur nahm Walter unter dem Deutschmeister Siegfried von Venningen zusammen mit anderen Landkomturen an einem Kapitel in Frankfurt teil. Zudem erschien Walter 1384 als Komtur der zur Ballei Franken gehörenden Kommende Kapfenburg und 1391 als Komtur der ebenfalls fränkischen Kommende Giengen.